# Долгушино (Новосибирская область)
Долгушино — исчезнувшая деревня в Венгеровском районе Новосибирской области России. На момент упразднения входила в состав Урезского сельсовета. Исключена из учётных данных в 1968 году.

## География
Располагалась на востоке района, на реке Урез, в 19 км к северо-востоку от села Урез.

## История
Деревня была основана в 1885 году. В 1928 году деревня состояла из 25 хозяйств. В административном отношении входила в состав Соколовского сельсовета Спасского района Барабинского округа Сибирского края. В 1935 году был образован колхоз «Дружба».
Решением Новосибирского облисполкома от 31.12.1968 г. деревня исключена из учётных данных.

## Население
По переписи 1926 г. в деревне проживало 149 человек (65 мужчин и 84 женщины), основное население — русские.